# Cheikh Tidiane Gaye
Cheikh Tidiane Gaye (Thiès, 1971) è uno scrittore e poeta senegalese naturalizzato italiano.

## Biografia
Cheikh Tidiane Gaye è nato a Thiès, in Senegal, nel 1971.
Dopo la laurea ha scelto la strada dell'emigrazione, trasferendosi prima in Costa d'Avorio, dove vivrà per due anni, e poi in Italia nel 1997, suo paese d'adozione. Vive ad Arcore.
Ha partecipato a numerosi incontri e attività culturali riguardanti la letteratura africana e la letteratura d'immigrazione. Si è distinto in numerosi campi, lasciando contributi come poeta e romanziere.
È una figura nota nella letteratura migrante in lingua italiana, ha pubblicato diversi libri di racconti e alcune delle sue opere poetiche sono bilingue. È conosciuto come un seguace dei cantori dell'oralità africana ed è il primo africano a tradurre in italiano il poeta della Negritudine, primo presidente della repubblica del Senegal: Léopold Sédar Senghor. Nel 2010 ha partecipato al Festivaletteratura di Mantova indicando Alda Merini e Davide Rondoni tra i suoi poeti italiani preferiti.
Alle elezioni comunali di Milano del 2011, è stato candidato a sostegno del centro sinistra nella Lista Civica Milano Civica X Pisapia Sindaco.
Nel 2024 viene nominato membro ordinario dell'Accademia europea delle scienze e delle arti e cavaliere dell'Ordre des Arts et des Lettres.

## Opere

### Romanzi
- Cheikh Tidiane Gaye, Prendi quello che vuoi, ma lasciami la mia pelle nera, Milano, Jaca book, 2013, ISBN 978-88-16-41181-4. con prefazione del sindaco di Milano Pisapia.
- Cheikh Tidiane Gaye, Mery, principessa albina - racconto di un sogno africano, Milano, Edizione dell'arco, 2005, ISBN 88-7876-013-7. con prefazione di Alioune Badara Bèye, drammaturgo e presidente dell'associazione degli scrittori del Senegal.
- Cheikh Tidiane Gaye, Il giuramento, Genova, Liberodiscrivere, 2011, ISBN 88-7388-097-5.

### Poesie
- Cheikh Tidiane Gaye, Rime abbracciate - L'étreinte des rimes, Parigi, Éditions L'Harmattan, 2012, ISBN 978-2-296-55910-3. Raccolta poetica bilingue pubblicata insieme alla poetessa Maria Gabriella Romani con prefazione della poetessa ivoriana Tanella Boni.
- Cheikh Tidiane Gaye, Curve alfabetiche, Melegnano, Edizione Montedit, 2011, ISBN 978-88-6587-080-8.
- Cheikh Tidiane Gaye, Ode nascente - Ode naissante, Milano, Edizione dell'arco, 2009, ISBN 978-88-7876-120-9. Con prefazione di Itala Vivan. Ripubblicata da Kanaga Edizioni, 2018, ISBN 978-88-32152-04-3
- Cheikh Tidiane Gaye, Il canto del djali - Voce del saggio, parole di un cantore, Milano, Edizione dell'arco, 2007, ISBN 978-88-7876-086-8. Ripubblicata da Kanaga Edizioni, 2018, ISBN 978-88-32152-02-9
- Cheikh Tidiane Gaye, Ma terre mon sang, Ruba Editions, Senegal 2018, ISBN 978-2-91-949223-7
- Cheikh Tidiane Gaye, Il sangue delle parole, Kanaga Edizioni, 2018, ISBN 978-88-32152-06-7
- Cheikh Tidiane Gaye, Ombra, Kanaga Edizioni, 2022, ISBN 979-12-80860-02-6
- Cheikh Tidiane Gaye, Les Litanies du coeur, Kanaga Edizioni, 2023 ISBN 979-12-80860-13-2

### Traduzione
- Cheikh Tidiane Gaye, Léopold Sédar Senghor: il cantore della negritudine, Milano, Edizione dell'arco, 2013, ISBN 978-88-7876-150-6.

### Saggi
- Cheikh Tidiane Gaye, Voglia Di Meticciato - Il Dialogo Tra Le Culture Ed Etica, Kanaga Edizioni, 2022, ISBN 978-88-32152-98-2. Con Prefazione di Marco Aime.[11]
- Cheikh Tidiane Gaye, Siamo l’umanità- costruire la pace per il bene dell’umanità, Kanaga Edizioni, 2024, ISBN 979-12-80860-53-8. Con Prefazione di Paolo Ponzio.